# Khandbari
Khandbari é uma cidade do Nepal.